# Доктор Ху (11. сезона)
Једанаеста сезона британске научнофантастичне телевизијске серије Доктор Ху је почела 15. децембра 1973. епизодом Временски ратник (1. део), а завршила се последњом епизодом Џоном Пертвија Планета паука (6. део). Сценарио сценариста Велике Британије признао је писање сезоне за најбољи сценарио за дечију драму. Ово је пета и последња сезона Трећег Доктора, а такође и последња узастопно коју је продуцирао Бери Летс, а сценарио уређивао Теренс Дикс. И Летс и Дикс су поново радили за програм, међутим - Летс у 18. сезони, а Дикс на будућим причама, нпр. Ужас Фенг Рока.

## Улоге

### Главне
- Џон Пертви као Трећи Доктор
- Елизабет Слејден као Сара Џејн Смит

Џон Пертви се последњи пут појављује као Доктор у епизоди Планета паука (6. део), иако је поново тумачио улогу Трећег Доктора у посебној епизоди поводом 20. годишњице Пет Доктора. Елизабет Слејден се први пут појављује као Сара Џејн Смит у епизоди Временски ратник (1. део). Том Бејкер се први пут (непотписано) појављује као Четврти Доктор у епизоди Планета паука (6. део) када је Доктор Џона Пертвија смртно рањен и регенерисао се у Четвртог Доктора.

### Епизодни
- Николас Кортни као Бригадир Летбриџ-Стјуарт (епизоде 1, 5−10, 21−22, 26)
- Ричард Френклин као Капетан Мајк Јејтс (епизоде 5−10, 21−26)
- Џон Левен као Наредник Бентон (епизоде 5−10, 21−22)

Николас Кортни и Џон Левен настављају своје улоге бригадира Летбриџ-Стјуарта и наредника Бентона док се Ричард Френклин последњи пут редовно појављује као капетан Јејтс у епизоди Планета паука (6. део).

### Гост
- Том Бејкер као Четврти Доктор (епизода 26)

## Епизоде
Ова сезона је била последња у којој је Бери Летс био продуцент, а Теренс Дикс уредник сценарија чиме је прекинута веза која је прошла кроз цео мандат Џона Пертвија као Доктора. Уведен је нови лого који се користио скоро током целе ере Четвртог Доктора као и нова пратиља Сара Џејн Смит и ванземаљски род Сонтаранци.
| Бр. еп. (укупно) | Бр. еп. (у сезони) | Наслов                           | Редитељ          | Сценариста    | Премијера          | Гледаност у Британији (милиони) |
| --- | ------------------ | -------------------------------- | ---------------- | ------------- | ------------------ | ------------------------------- |
| 356 | 1                  | "Временски ратник (1. део)"      | Алан Бромли      | Роберт Холмс  | 15. децембар 1973. | 8.70                            |
| Бригадир тражи од Доктора да истражи нестанак неколико научника, а он открива да су отети у прошлост. |                    |                                  |                  |               |                    |                                 |
| 357 | 2                  | "Временски ратник (2. део)"      | Алан Бромли      | Роберт Холмс  | 22. децембар 1973. | 7.00                            |
| Доктор прати нестале научнике до Ајронроновог замка, где их Линкс користи да поправи свој свемирски брод и направи напредно оружје за Ајронгрон. |                    |                                  |                  |               |                    |                                 |
| 358 | 3                  | "Временски ратник (3. део)"      | Алан Бромли      | Роберт Холмс  | 29. децембар 1973. | 6.60                            |
| Доктор бежи из замка са Саром и Халом и мора да убеди сер Едварда да му верује пре него што Ајронгрон крене у напад на њих. |                    |                                  |                  |               |                    |                                 |
| 359 | 4                  | "Временски ратник (4. део)"      | Алан Бромли      | Роберт Холмс  | 5. јануар 1974.    | 10.40                           |
| Доктор покушава да врати научнике у њихово време пре него што Линкс покуша да искористи свој свемирски брод и уништи цео замак. |                    |                                  |                  |               |                    |                                 |
| 360 | 5                  | "Најезда диносауруса (1. део)"   | Педи Расел       | Малколм Хулк  | 12. јануар 1974.   | 11.00                           |
| Доктор и Сара се враћају у Лондон у садашњост, али затичу град чудно напуштен док се оближњи ОЈУН суочава са низом појављивања чудовишта. |                    |                                  |                  |               |                    |                                 |
| 361 | 6                  | "Најезда диносауруса (2. део)"   | Педи Расел       | Малколм Хулк  | 19. јануар 1974.   | 10.10                           |
| Доктор и Сара се враћају на данашњу Земљу где откривају да је Лондон евакуисан, а диносауруси су на слободи и грешком их сматрају пљачкашима. Помажући ОЈУН-у у хитним случајевима, Доктор и Сара откривају да подмићени политичар сер ЧАрлс Гровер, посланик, одметнути научници Батлер и професор Витакер и војни официр генерал Финч користе времеплов да доведу диносаурусе из прошлости у садашњост као део плана за вратити људски род у „златно доба“ пре него што је свет био загађен. |                    |                                  |                  |               |                    |                                 |
| 362 | 7                  | "Најезда диносауруса (3. део)"   | Педи Расел       | Малколм Хулк  | 26. јануар 1974.   | 11.00                           |
| Јејтс минира Докторову опрему како би га спречио да пронађе локацију Витакерове базе, али тада тираносаур бежи и доводи Сару у опасност. |                    |                                  |                  |               |                    |                                 |
| 363 | 8                  | "Најезда диносауруса (4. део)"   | Педи Расел       | Малколм Хулк  | 2. фебруар 1974.   | 9.00                            |
| Сара покушава да пронађе пут до свемирског брода док Доктор покушава да пронађе извор временских померања. |                    |                                  |                  |               |                    |                                 |
| 364 | 9                  | "Најезда диносауруса (5. део)"   | Педи Расел       | Малколм Хулк  | 9. фебруар 1974.   | 9.00                            |
| Доктора је Финч поставио као творца чудовишта и он је у бекству од војске, док Сара покушава да упозори ОЈУН на то шта Гровер намерава. |                    |                                  |                  |               |                    |                                 |
| 365 | 10                 | "Најезда диносауруса (6. део)"   | Педи Расел       | Малколм Хулк  | 16. фебруар 1974.  | 7.50                            |
| Бригадир и Бентон спасавају Доктора од Финча и покушавају да их убеде да зауставе Гровера пре него што милиони људи буду избрисани из историје. |                    |                                  |                  |               |                    |                                 |
| 366 | 11                 | "Смрт Далецима (1. део)"         | Мајкл Е. Брајант | Тери Нејшн    | 23. фебруар 1974.  | 8.10                            |
| Док ТАРДИС одлази на рајску планету Флорану где Доктор и Сара одлазе на одмор, ТАРДИС скреће са курса и стиже на неплодну планету Ексилон где губи моћ. Доктор и Сара проналазе групу људи, а Далеци траже паринијум, ископ који је једини противотров свемирској куги. Обе стране се сусрећу са домаћим људима и настају невоље. У покушају да открије шта је узроковало губитак струје, Доктор, којег јуре Далеци, улази у изгубљени град Ексилона да заустави појаву исцрпљивања струје. |                    |                                  |                  |               |                    |                                 |
| 367 | 12                 | "Смрт Далецима (2. део)"         | Мајкл Е. Брајант | Тери Нејшн    | 2. март 1974.      | 9.50                            |
| Доктор и МСЦ посада удружују снаге са Далекима да би минирали паринијум, али бивају на удару Ексилона. |                    |                                  |                  |               |                    |                                 |
| 368 | 13                 | "Смрт Далецима (3. део)"         | Мајкл Е. Брајант | Тери Нејшн    | 9. март 1974.      | 10.50                           |
| Доктор и Сара се састају са Белалом који им помаже да побегну од Далека и објашњава настанак Града. |                    |                                  |                  |               |                    |                                 |
| 369 | 14                 | "Смрт Далецима (4. део)"         | Мајкл Е. Брајант | Тери Нејшн    | 16. март 1974.     | 9.50                            |
| Доктор и Белал настављају да продиру у одбрану града док Сара и Џил покушавају да спрече Далеке да оду са паринијумом. |                    |                                  |                  |               |                    |                                 |
| 370 | 15                 | "Чудовиште из Пеладона (1. део)" | Лени Мејн        | Брајан Хејлс  | 23. март 1974.     | 9.20                            |
| Враћајући се на средњовековну планету Пеладон (50 година после „Проклетства Пеладона“) Доктор и Сара откривају да је ћерка краља Пеладона краљица Талира наследила трон и да је Галактички савез у рату са Галаксијом Пет и Савезу је потребан ископ Трисиликат који ће окончати рат. Међутим, рудари предвођени лудим побуњеником Етисом се буне и одбијају да раде јер дух одане звери Агедора плаши и убија рударе. Убрзо се открива да је дух Агедора холографска пројекција, а кривци су радна скупина одметнутих Ледених ратника на челу са командантом Азаксиром и издајничким савезним рударским инжењером Екерслијем који су издали Савез Галаксији Пет. |                    |                                  |                  |               |                    |                                 |
| 371 | 16                 | "Чудовиште из Пеладона (2. део)" | Лени Мејн        | Брајан Хејлс  | 30. март 1974.     | 6.80                            |
| Гебек је спасио Доктора што га је навело да покуша да помогне рударима, али његов савет доводи до тога да Етис покреће још један напад на оружарницу. |                    |                                  |                  |               |                    |                                 |
| 372 | 17                 | "Чудовиште из Пеладона (3. део)" | Лени Мејн        | Брајан Хејлс  | 6. април 1974.     | 7.40                            |
| Доктор и Сара умирују Агедора и Доктор охрабрује краљицу да се помири са рударима, али Ортрон га убрзо поново хапси. |                    |                                  |                  |               |                    |                                 |
| 373 | 18                 | "Чудовиште из Пеладона (4. део)" | Лени Мејн        | Брајан Хејлс  | 13. април 1974.    | 7.20                            |
| Ледени ратници преузимају контролу над планетом и приморавају рударе да се врате на посао, али Етис користи прилику да покуша да уништи цитаделу. |                    |                                  |                  |               |                    |                                 |
| 374 | 19                 | "Чудовиште из Пеладона (5. део)" | Лени Мејн        | Брајан Хејлс  | 20. април 1974.    | 7.50                            |
| Сара и Алфа Кентаури одлучују да покушају да упозоре Федерацију на шта Ледени ратници спремају, али прво морају да побегну из престоне собе. |                    |                                  |                  |               |                    |                                 |
| 375 | 20                 | "Чудовиште из Пеладона (6. део)" | Лени Мејн        | Брајан Хејлс  | 27. април 1974.    | 8.10                            |
| Доктор окреће дух Агедора против Ледених ратника како би помогао Пеладонцима у њиховој борби, али га Екерсли напада сигурносним системом. |                    |                                  |                  |               |                    |                                 |
| 376 | 21                 | "Планета паука (1. део)"         | Бери Летс        | Роберт Сломан | 4. мај 1974.       | 10.10                           |
| Док Доктор спроводи истрагу о ЕСП-у, Мајк Јејтс тражи од Саре да испита неке чудне догађаје у центру за медитацију који он посећује. |                    |                                  |                  |               |                    |                                 |
| 377 | 22                 | "Планета паука (2. део)"         | Бери Летс        | Роберт Сломан | 11. мај 1974.      | 8.90                            |
| Луптон склапа савез са пауком како би украо Докторов плави кристал док Сара и Мајк покушавају да упозоре људе на оно што су видели. |                    |                                  |                  |               |                    |                                 |
| 378 | 23                 | "Планета паука (3. део)"         | Бери Летс        | Роберт Сломан | 18. мај 1974.      | 8.80                            |
| Доктор и Сара одлазе у центар за медитацију да покушају да врате кристал док се Луптон спрема да га врати Метебелис три. Али сви њихови планови су поремећени када га је Томи украо. |                    |                                  |                  |               |                    |                                 |
| 379 | 24                 | "Планета паука (4. део)"         | Бери Летс        | Роберт Сломан | 25. мај 1974.      | 8.20                            |
| Сару су ухватили паукови чувари док Доктор покушава да помогне Араку и осталима да узврате пауцима. |                    |                                  |                  |               |                    |                                 |
| 380 | 25                 | "Планета паука (5. део)"         | Бери Летс        | Роберт Сломан | 1. јун 1974.       | 9.20                            |
| Доктор бежи из оставе паукова само да би наишао на Великог док Сара склапа договор са Краљицом пауком. |                    |                                  |                  |               |                    |                                 |
| 381 | 26                 | "Планета паука (6. део)"         | Бери Летс        | Роберт Сломан | 8. јун 1974.       | 8.90                            |
| К'Анпо убеђује Доктора да се мора суочити са својим страхом и вратити кристал Великом. Али прво треба да прођу поред Барнса и његових људи. |                    |                                  |                  |               |                    |                                 |